# Bavincourt
Bavincourt é uma comuna francesa na região administrativa de Altos da França, no departamento de Pas-de-Calais. Estende-se por uma área de 7,54 km². Em 2010 a comuna tinha 385 habitantes (densidade: 51,1 hab./km²).